# Emma Coolidge
Emma Coolidge est un personnage de fiction de la série télévisée américaine Heroes (réalisée par NBC), interprété par Deanne Bray.

## Biographie
Emma est une jeune femme sourde qui exerce en tant que secrétaire dans un hôpital. Elle possède un pouvoir de synesthésie avancée.

### Passé
Sa mère est docteur dans le même hôpital qu'Emma. Son oncle s'appelle Christopher et semble avoir le même pouvoir. Elle avait un neveu qui avait le même nom que son oncle. Lorsqu'Emma devait le garder, il s'était noyé mais celle-ci n'avait pas pu l'entendre à cause de sa surdité. Elle abandonna ses études de médecine à cause de cet accident et devint secrétaire.

### Rédemption
Un matin, Emma ressent les effets de son  pouvoir : elle voit des formes colorés s'élever quand elle casse une tasse, puis quand elle joue dans Central Park avec un violoncelle. La seconde fonction de son pouvoir agit alors (la première fonction est de voir les sons) : elle attire les gens en jouant de la musique tel une sirène. Parmi les gens attirés, il y a Peter Petrelli.
Peter travaille dans le même hôpital qu'Emma et ne comprend pas que la jeune femme est sourde. Un jour, Emma marche dans les rues de New York et son pouvoir agit : elle voit le son créé par la sirène d'une voiture de police et celui d'un marteau-piqueur. Désemparée, elle manque de se faire renverser par un bus mais Peter la sauve et prend accidentellement son pouvoir. Plus tard, à l'hôpital, ils se rendent compte qu'ils voient les mêmes choses (les chants d'une chorale d'enfants). Emma et Peter discutent et cette dernière explique sa surdité.
Après qu'elle a appris que le jeune homme avait absorbé son pouvoir, elle se rapproche de lui. Dans la soirée, Emma joue du violoncelle et découvre une autre fonction de son pouvoir : elle peut se servir des sons comme d'une arme et fissurer ainsi un mur. Emma rencontre ensuite Hiro Nakamura qui lui apprend à contrôler son pouvoir. Après que celui-ci s'est téléporté, elle l'annonce à Peter. Par la suite, elle reçoit la visite de Samuel Sullivan qui lui parle de son pouvoir et de la fête foraine puis la femme l'aide à recruter un autre spécial en jouant du violoncelle : elle peut également attirer les gens grâce à sa musique.
Quelques jours plus tard, Peter va la voir et la prévient que Samuel est un homme dangereux puis elle rencontre sa mère, Angela, avant de partir. Emma se rend cependant à la fête foraine puis rencontre Lauren Gilmore qui la met aussi en garde contre Samuel. Ce dernier décide peu après de faire un grand spectacle à New York et elle s'y rend avec les autres. Une fois arrivée, Emma se rend compte que Peter lui avait dit la vérité en lui disant qu'elle allait être utilisée pour tuer des gens : Samuel a en effet l'intention de la faire jouer afin d'attirer le maximum de monde. Emma tente de résister mais Eric Doyle (le marionnettiste) oblige Emma à jouer devant un micro dans une tente. 
Emma est toujours en train de jouer sous la vigilance de Doyle et a les doigts en sang à force de jouer. Sylar arrive et Doyle immobilise aussi le corps de ce dernier. Mais en faisant cela, il relâche involontairement la pression sur les membres d'Emma qui saisit cette chance : elle envoie grâce au violoncelle une rafale de sons qui propulse Doyle ; Sylar le neutralise ensuite.

### Brave New World
Dès le début de ce sixième volume, Emma retrouve Peter. Étrangement, la jeune femme n'assiste pas à la démonstration de Claire Bennet qui révèle l'existence des spéciaux au monde.

## Pouvoir
Emma possède un pouvoir de synesthésie avancée : elle peut voir les sons comme des couleurs et les utiliser comme une arme invisible. On apprend aussi au cours de la saison qu'elle peut attirer les gens en jouant de la musique.